# 中国达人秀 (第五季)
东方卫视于2013年10月1日播出《中国达人秀》的第五季比赛。第五季的节目于2013年9月开始，在全中国多个城市举办海选活动。2013年11月15日开始进行第五季初赛录制，并于2013年11月20日起在东方卫视播出。

## 评委
《中国达人秀》第五季由于政策原因将评委改为梦想观察员，由 王伟忠、苏有朋、赵薇、刘烨担任。

## 外部連結
- 第五季《中国达人秀》官方网站（简体中文）